# Cistanthe paniculata
Cistanthe paniculata är en källörtsväxtart som först beskrevs av R. och P., och fick sitt nu gällande namn av Carolin och Hershkovitz. Cistanthe paniculata ingår i släktet Cistanthe och familjen källörtsväxter. Inga underarter finns listade i Catalogue of Life.